# Sebastián de Segurola
Sebastián de Segurola y Olidén (Azpeitia, provincia de Guipúzcoa, España, 27 de enero de 1740 – La Paz, Audiencia de Charcas, 1 de octubre de 1789) fue un noble vasco, Caballero de la Orden de Calatrava, radicado en el Alto Perú desde 1777, que alcanzó como militar el grado de brigadier,  ocupando importantes cargos políticos y participando en la represión de las rebeliones indígenas de fines del siglo XVIII. Fue nombrado virrey interino de Buenos Aires, en caso de necesidad, pocos días antes de su fallecimiento. Su nieto fue el mariscal José Ballivián Segurola quien llegó a ser Presidente de Bolivia desde 1841 hasta 1847.

## Biografía

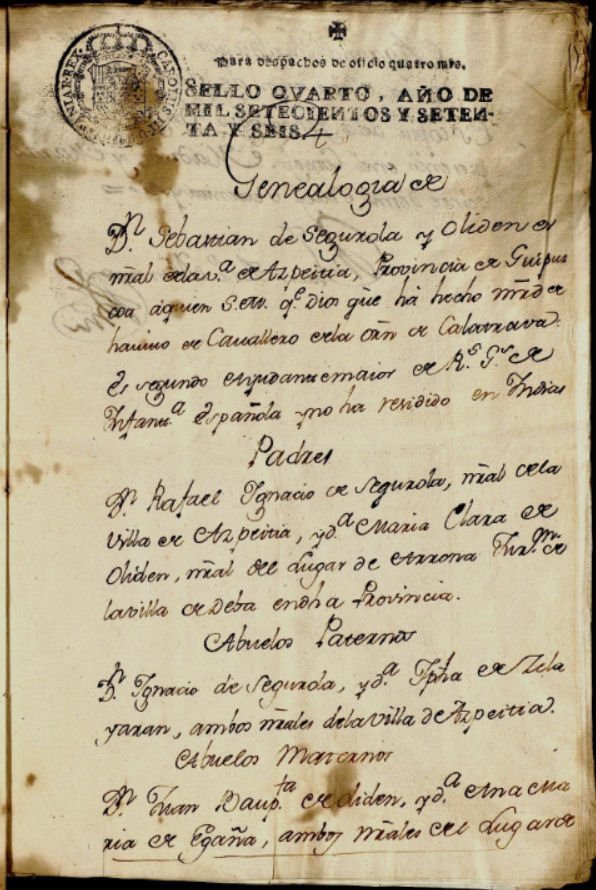
Genealogía de Sebastián de Segurola

### Familia
Sebastián de Segurola  Zelayarán y Oliden Egaña, nació en Azpeitia, provincia de Guipúzcoa, España, el 27 de enero de 1740, hijo de María Clara de Olidén y Egaña y de Rafael Ygnacio de Segurola y Çelayarán. Fueron sus abuelos paternos Josefa de Çelayarán y Ugarte e Ignacio de Segurola y Uranga, y los maternos Juan Bautista de Olidén y Urbieta y Ana María de Egaña y Andrés.
El 25 de julio de 1786 desposó en La Paz a María Josefa de Roxas y Foronda, bautizada en la misma ciudad el 21 de julio de 1766, hija de Ramón de Roxas y de María Manuela Foronda. Se trataba de una joven de alcurnia que a través de su padre era heredera del mayorazgo de Cebollullo en la región de Palca. Falleció el 10 de junio de 1788, 19 días después de dar a luz a su hija María Antonia.
Dos hijas nacieron de este matrimonio: Isidora (1787) y María Antonia (1788-1860), las que al quedar huérfanas de padre y madre en 1789, fueron criadas bajo la tutela de su abuelo materno, el teniente coronel Ramón de Roxas y Orueta, fallecido a su vez en 1799.
 

El 22 de marzo de 1790 se notificó al Virrey de Buenos Aires 
"que S. M. ha venido en conceder a cada una de las dos hijas de Dn. Sebastián de Segurola Govor. e Intendente que fué de La Paz la pensión anual vitalicia de 200 ps.$ en atención al mérito de su padre en los 33 años que sirvió"

### Inicio de la carrera militar-Sitio de Almeida
Dedicado a la carrera de las armas, incorporose al Regimiento de Reales Guardias Españolas de Infantería en 1758.
En dicho cuerpo sirvió como cadete,  alférez y segundo Ayudante Mayor hasta 1776, en que fue nombrado corregidor de Larecaja. Participó de la guerra de los siete años con Portugal, estando presente en el sitio de Almeida en 1762. 

### Caballero de Calatrava
Cédula Real de merced de Hábito de Caballero de la Orden de Calatrava para el capitán Sebastián de Segurola, Segundo Ayudante mayor del Regimiento de Reales Guardias de Infantería Españolas, en atención a sus méritos y servicios. Fecha en el Pardo, a trece de marzo de 1776.
El rey releva, "por hallarse sirviéndole en el Empleo de Corregidor de la Provincia de Larricaja y Comandante de las armas de la ciudad de La Paz en el Reino del Perú", a Sebastián de Segurola, Caballero Novicio de la Orden de Calatrava, de la residencia de los seis meses que debía navegar en las Reales Galeras antes de hacer una Profesión. Fecha en el Pardo, a 23 de enero de 1783.
El rey dispensa a Sebastián de Segurola de hacer la Profesión en El Convento de Calatrava: "...Que constándole haver un año cumplido que recibisteis el Ábito, que estáis bien instruido en la regla, y demás cosas que deven saber los Cavalleros de la Orden de Calatrava y que haveis estado a la asistencia de dos misas, reciba de vos en mi Nombre, y por mi autoridad como tal Administrador perpetuo, en la Provincia de La Paz, o en qualquiera otro paraje de Indias donde os halléis, la Profesión expresa, que en la citada orden sois obligado a hacer, por ante escribano o notario en manera que haga fe con las bendiciones y solemnidades que sus Difiniciones disponen, sin embargo de que conforme a ellas y al Título de dicho Ávito estábais obligado a ejecutarla en el Sacro Combento de Calatrava, en que dispenso por esta vez...". Fecha en el Pardo, a 23 de enero de 1783.

### Corregidor de Larecaja-Pasajero a Indias
Con motivo de su nuevo empleo en Larecaja, en diciembre de 1776 partió desde el puerto de Cádiz hacia el puerto de Buenos Aires "con dos criados, tres baúles y las armas de su uso"  en la nave "La Victoria", cuyo maestre era Ignacio de Egaña. Los criados que viajaron con él fueron Juan Antonio Gastelu Lostra, natural de Ciga, Valle de Baztán, hijo de Juan Esteban Gastelu y de Francisca de Lostra y Francisco Jerónimo de Irure Olidén, natural de Guipúzcoa, hijo de José Antonio de Irure y de María Ignacia Olidén.

### Toma de Colonia del Sacramento
Según su propio relato, al llegar a Montevideo se encontró con la expedición bajo el mando de Pedro de Ceballos, primer virrey del Río de la Plata, voluntariando para integrarla. Es así como participó en el sitio y toma de la Colonia del Sacramento, entre el 22 de mayo y el 3 de junio de 1777. 

### Comandante militar de La Paz

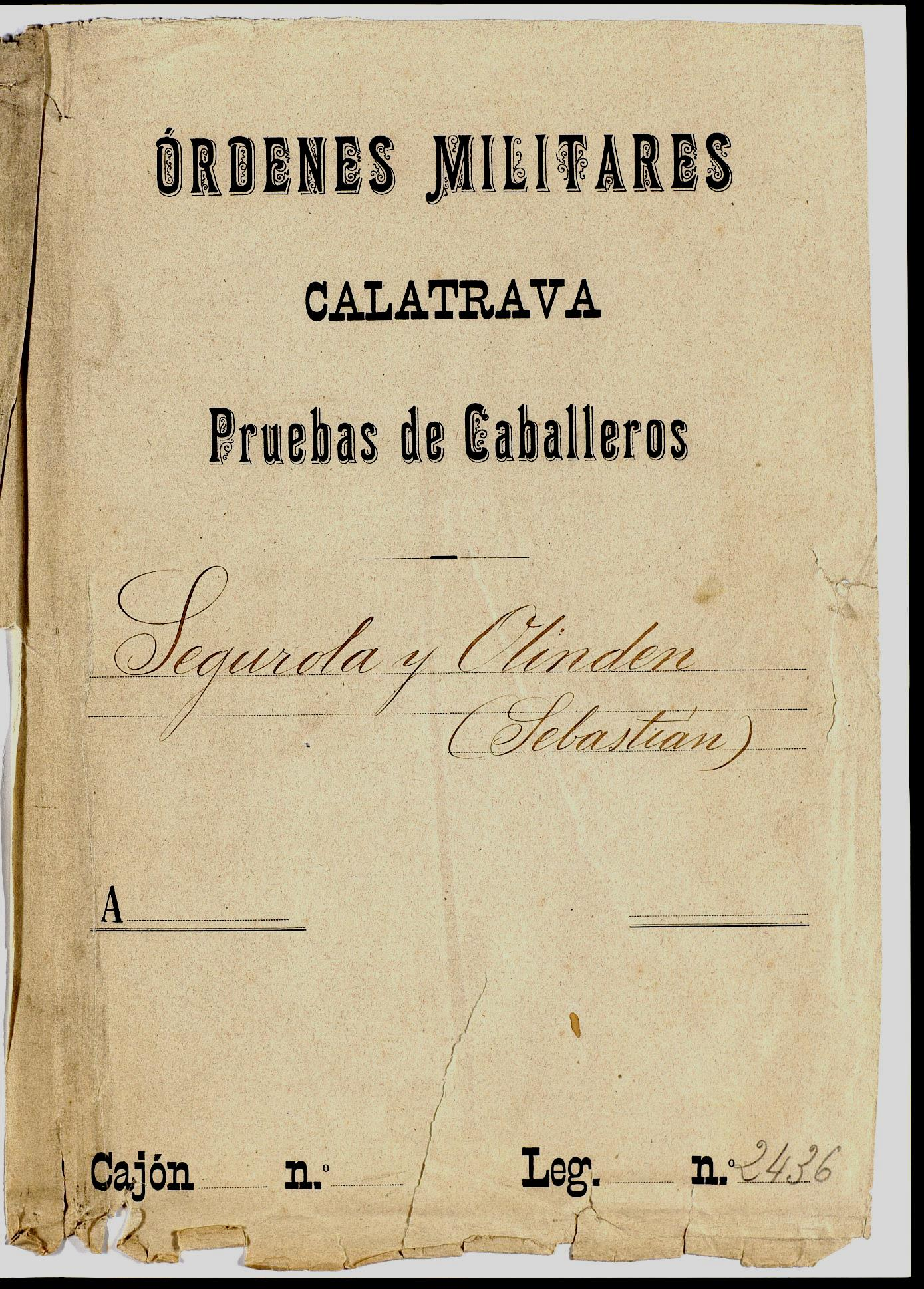
Carátula de expediente de Sebastián de Segurola y Oliden para cruzarse en la Orden de Calatrava.

Fue nombrado corregidor de Larecaja, en reemplazo del Conde del Valle de Oselle, en fecha 19 de noviembre de 1776 (Archivo General de Simancas. Dir.Tes. Inv. 2 Leg.60-7 Nombramiento de corregidor de Larecaja).
Tomó posesión de su corregimiento, residiendo en Sorata, su capital, hasta 1780 cuando la sublevación de Túpac Amaru II en todo el Bajo y Alto Perú, pusieron en peligro la dominación española. Cuando comenzó la rebelión incaica, fue llamado a La Paz por solicitud de Fernando Márquez de la Plata, allí dispuso la defensa y organizó el abastecimiento de la ciudad. Por mandato del presidente de la Audiencia de Charcas, Ignacio Flores, tomó el mando del Corregimiento de La Paz en enero de 1781, esto le generó varios altercados con el corregidor en funciones Fermín Gil de Alipazaga quien no había sido cesado del cargo.
Segurola se alojó en la casona de la Marquesa de Haro y allí supo rodearse de hábiles militares españoles que habitaban en la ciudad como el ex corregidor Antonio Pinedo y Montúfar, su hermano Ignacio Pinedo y Montúfar, los coroneles Manuel Tomás Franco y Protasio Armentia. Todos colaboraron para sostener las defensas de la ciudad y evitar caer ante las huestes de Túpac Catari, Segurola dejó como testimonio un diario que brilla por su claridad.

Montenegro describió el contexto:
"Sobre los últimos lustros del siglo XVIII, la inconformidad del sufrido pueblo indígena dio origen a uno de las mas crueles sublevaciones contra el gobierno español del Alto Perú, lo que llevó a que Nuestra Señora de la Paz se viera sitiada por las huestes de Julián Apaza, quien se hacía llamar Tupac Catari. Dos dramáticos años en los que los paceños padecieron un cerco que diezmó su población, hambreó a su gente hasta el límite de sus energías y los sumió en el caos y en la incertidumbre."
"Sofocada la sangrienta revuelta no tuvo Seguróla sosiego pues debió enfrentar el estado de insurrección que afectaba a Oruro, Larecaja, Sorata, etc. «Apagó (también) la rebelión en la región de Collana y Río Abajo (y) contribuyó eficazmente a la pacificación definitiva de Charcas»."
"Su acción de gobierno se extendió mas allá de lo castrense, preocupándose del «restablecimiento y progreso de las misiones de San Agustín de Lima», «del mejoramiento y prosperidad de diversos pueblos de La Paz» como también «sobre la necesidad de erigir un obispado en los partidos de Lampa, Asangaro y Caravaya». Su administración fue severa, puntillosa y celosa de los de los intereses del rey."

### Gobernador intendente de La Paz-Coronel
En 1783, el virrey Juan José de Vértiz y Salcedo le confirió título de gobernador político y militar de La Paz, siendo luego sustituido por el de gobernador intendente, siendo ascendido además a coronel por sus notables servicios. 

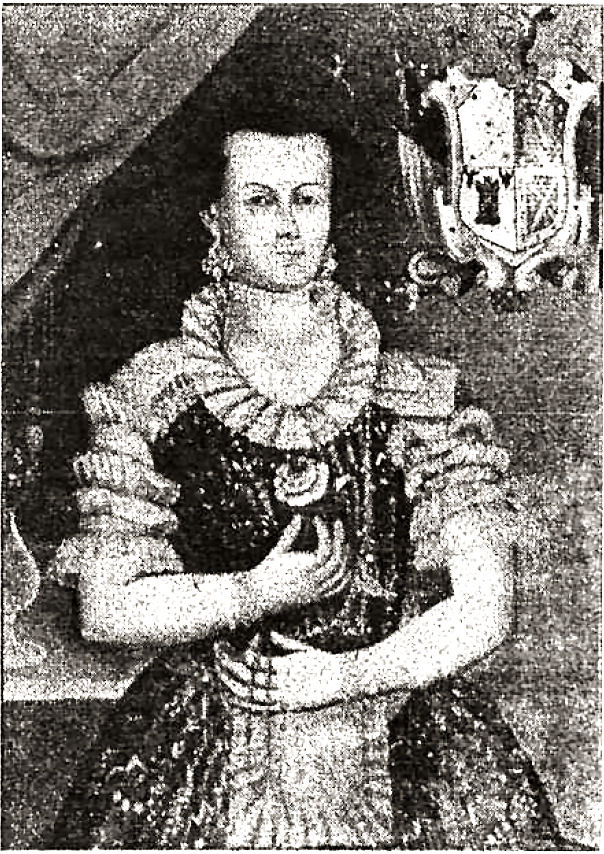
Josefa Úrsula de Roxas y Foronda, esposa de Sebastián de Segurola. Si bien el matrimonio fue extremadamente breve (menos de dos años), dejó dos hijas.

### Brigadier

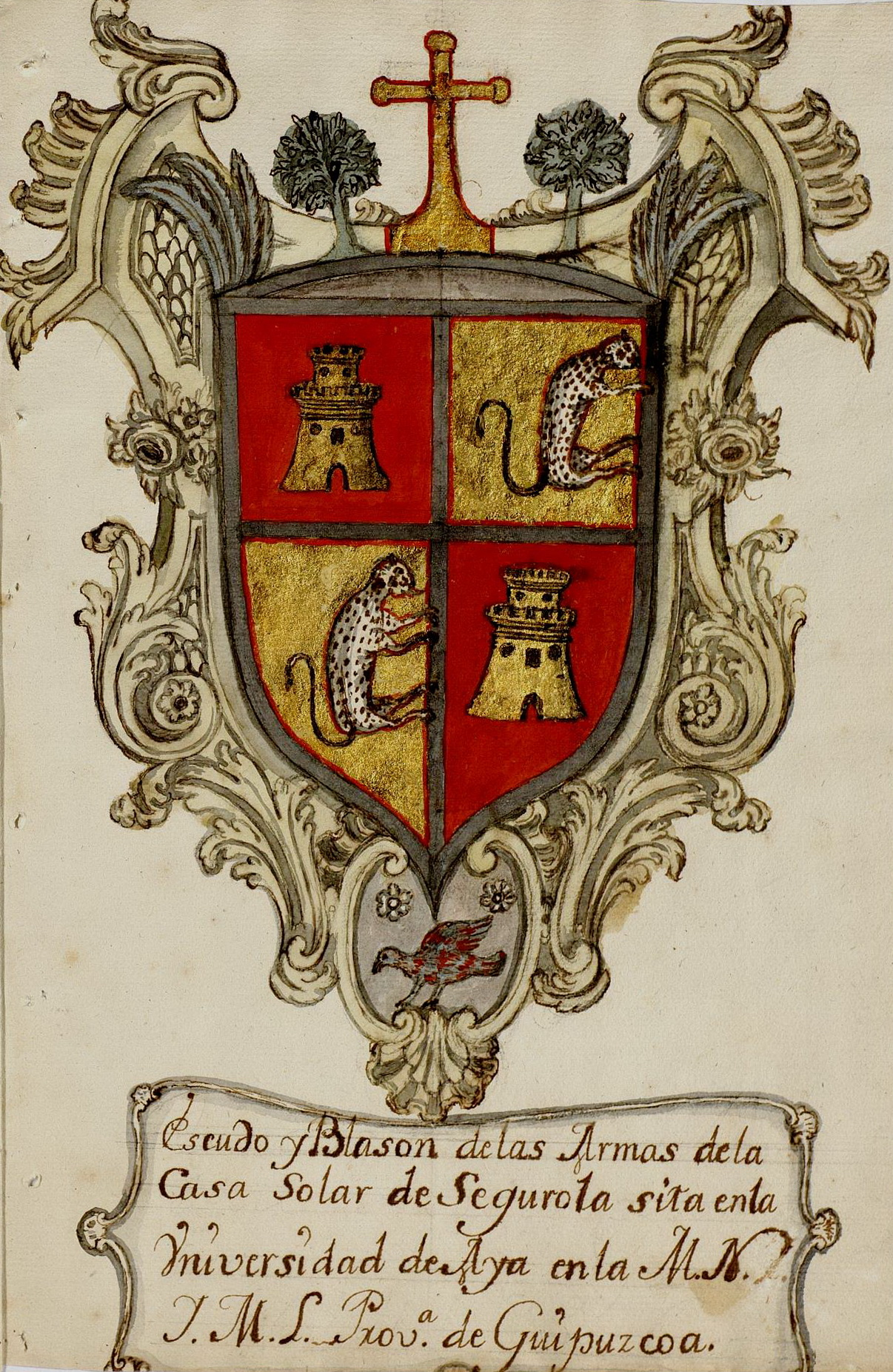
Escudo y Blasón de las armas de la Casa Solar de Segurola sita en la Universidad de Aya, provincia de Guipúzcoa.

En 1788 obtuvo el grado de brigadier, conservando la gobernación de La Paz.

### Sumaria secreta de la Causa de Oruro
Vértiz le encomendó una sumaria secreta de la causa iniciada contra los principales cabecillas de la rebelión de Oruro, asociándolo con José Pablo Conti, electo Teniente de Gobernador y Asesor de la Intendencia de La Paz. Antes de ello, por bando secreto del 16 de diciembre de 1783, el virrey Vértiz dispuso el indulto de la plebe de la villa de Oruro: 

...porque fueron incautamente arrastrados de las lisonjeras aunque bien detestables esperanzas de salir del yugo de su más afortunado vasallaje...

haciendo resaltar en nombre del rey de España, que 

...se exceptúan de este indulto y perdón a los caudillos de dicha villa (...) por no dejar sin el condigno castigo a los que se acreditare en bastante forma haber sido motores y por lo mismo viles y crueles enemigos, por sus particulares execrables fines del Estado, y de sus compatriotas y convecinos...

En la Real Orden de Vértiz comisionando al Coronel Segurola para la captura de los principales caudillos, le rogaba moverse con precaución y reserva hasta tener todos los reos en prisión, disimulando sus acciones. Debía manifestar su comisión al corregidor Ramón de Urrutia y Las Casas, bajo juramento de guardar el mayor secreto. Los reos deberían ser conducidos inmediatamente a Potosí, desde donde se les despacharía con el mismo resguardo y precaución a Buenos Aires, la capital del Virreinato del Río de la Plata. 
El Coronel Segurola llegará a Oruro en enero de 1784, pasando inmediatamente a tomar una declaración secreta al repuesto Corregidor Ramón de Urrutia y Las Casas. Luego comenzará el interrogatorio de testigos. 
Rodeado del mayor secreto, Segurola dictó orden para la captura de los nueve primeros sujetos sindicados como cabecillas de la rebelión: a los hermanos Jacinto y Juan de Dios Rodríguez Herrera los arrestaron a altas horas de la noche en su estancia de Huañapasto, a dos leguas de Oruro, cerca del ingenio de Clemente Menacho, donde gracias a los buenos oficios del capitán y alcalde ordinario Fernando Gurruchaga a las órdenes de un piquete de dieciséis soldados, los capturan y trasladas a los tres arrestados al Cuartel de Dragones de Oruro. Para detener a Diego Flores pasaron al pueblo de Sora-Sora donde residía. Los restantes vivían en la villa: Manuel de Herrera, Nicolás Iriarte, Miguel Portilla y José Azurduy Lazarte. Nicolás Herrera, primo de Manuel de Herrera, fue el único que logró huir, cuando al dársele la voz de arresto saltó una tapia, perdiéndose en la oscuridad.
Continuando su comisión, Segurola mandó agregar a la sumaria las representaciones y declaraciones del Corregidor Urrutia y los expedientes que éste había formado sobre el nuevo levantamiento intentado por la plebe de Oruro después que había vuelto a la villa, e hizo interrogar a los testigos en febrero de 1784.
Por auto de marzo de 1784, mandó Segurola proceder a la prisión y embargo de bienes del franciscano Fray Bernardino Gallegos; del presbítero Mariano Bernal; y de Antonio Quirós, Casimiro Delgado, Dámaso Arellano y Ambrosio Medrano. Por auto del 7 de mayo de 1784, aprobó la prisión y embargo de bienes ya ejecutados en Quirós y Delgado, y la del abogado Juan Gualberto Mexía, no habiéndose verificado las de Leandro Coronel, Fray Bernardino Gallegos, Dámaso Arellano, Ambrosio Medrano y Nicolás Herrera, mandó librar pedido de captura a los intendentes de las provincias inmediatas para que los remitiesen con buena custodia al virrey; encargando también al Gobernador Intendente de Potosí la prisión del cura Patricio Gabriel Menéndez y la del Regidor Manuel Serrano, este último ausente, previniéndole que lo hiciese conducir a Buenos Aires con la nueva camada de reos que esa noche debía salir con ese destino; igualmente mandó remitir a Cochabamba con custodia y a disposición del gobernador intendente de aquella provincia al presbítero Mariano Bernal hasta la resolución virreinal por no encontrar mérito suficiente para enviarlo a Buenos Aires; y en consideración a que se hallaba concluida la sumaria, mandó remitirla al virrey con copias de los embargos, inventarios y depósitos de los bienes de los reos que por su orden habían ejecutado los alcaldes ordinarios.
Vistos los autos por el virrey, mandó éste en junio de 1784 prevenir a Segurola que continuase sus diligencias para que tuviesen efecto la prisión y embargo de bienes y papeles contra varias personas; e igualmente lo hiciese con los catorce sujetos comprendidos en la nómina que acompañó; y también con Pedro Salamanca, los mercedarios Fray José Bustillos, Fray Santiago Calatayud, Fray Fernando Rodríguez Carreño, Fray Marcos Rivero de la orden de San Juan de Dios, y con todas las personas que teniendo en tiempos de la sublevación de Oruro algún cargo o empleo público secular o eclesiástico, se acreditara que en lugar de conducirse con celo y diligencia para serenar a los delincuentes, contemporizaron y auxiliaron sus detestables proezas, encargándole que rápidamente los remitiese a Buenos Aires con seguridad y precaución, junto con todos sus papeles.
De modo que, en mayo de 1784 se libró en Oruro la orden de captura de otra camada de reos: Isidro de la Riva, Antonio Quirós, Casimiro Delgado y Juan Gualberto Mexía, quienes fueron conducidos a Potosí, a los que luego se le sumó el cura Menéndez, arrestado en Potosí, iniciando el 18 de mayo de 1784 el largo periplo hacia Buenos Aires, escoltados por 20 soldados;  al mando del capitán Simón Pedro Sacristán, del Regimiento Fijo de Infantería de Buenos Aires.
Ese mismo mes, remitió Segurola el proceso al virrey, manifestándole que cumpliendo sus instrucciones, las prisiones se limitaban a los principales cabecillas, pues de lo contrario, en su parecer pocos de los moradores de Oruro hubieran quedado exceptuados de la categoría de reos de gravedad.

## Solicitud para que se le conceda el gobierno de Montevideo o el de Potosí
El 5 de mayo de 1788 solicita al rey de España nuevo destino:
"El Coronel Dn. Sebastián de Segurola Cavro. del Orden de Calatrava Govor. Intendente y Comandante militar de la provincia de La Paz, natural de Azpeytia en Guipúzcoa, P. A. L. R. P. de V. M. con el más profundo respeto hace presente a V. M. que en el Reximto. de Rs. Guardias Españolas ha servido diez y ocho años de Cadete, Alferez, y segdo. Ayudte. mayor. Que se halló en la Guerra de Portugal en el Bloqueo, y toma de Almeida. Que sirvió de voluntario baxo las ordenes, e inmediación de Dn. Pedro de Cevallos durante el Sitio y Rendición de la Plaza de Colonia del Sacramento. Que por orden de Dn. Juan Josef Vertiz virrey del Río de la Plata, pasó de Larrecaxa a tomar el mando de las Armas a la Ciudad de La Paz, en donde fortificando, fabricando pólvora, haciendo algunas salidas resistió dos terribles y crueles Asedios de 400 mal aconsejados y revoltosos Indios, mereciendo el aplauso de que a su valor, constancia y pericia militar se debía la conservación de tan importante Ciudad, y de sus Moradores, y lo que es mas, y de mayor gloria suya, V. M. mismo se dignó preconizarlo así en la carta, que con fha. de 12 de enero de 1782 en el Pardo le escribió Dn. Josef de Galvez en el Real Nombre de V. M. dándole expresivas gracias de amor y reconocimiento, con muchas, y honrrosas expreciones, ofreciéndole el premio a que se hizo acreedor VSa. Esto aun solo por el primer Asedio. Hizo otros varios importantísimos Servicios de que puede informar el mencionado Virrey tente. Gral. Dn. Josef de Vertiz. También el año próximo pasado escribió el Marques de Sonora en el Rl. Nombre de V. M. a la Ciudad de La Paz, que atendería V. M. a los meritos de su Govor. Intendente en cuya atención Suplica a V. M. se digne trasladarlo al Gobierno Intendencia del Potosí en el Perú, que se encuentra vacante (o conferirle el Gobierno de Montevideo) cuya gracia espera alcanzar de la Real Piedad de V. M. Como primo, y Apoderado, Juan Bapta. de Machayn y Segurola".

### Virrey Interino
Por Real Cédula fechada en Madrid el 26 de septiembre de 1789, S. M. el Rey nombró como interinos 1º a Joaquín del Pino; 2º a Antonio de Olaguer Feliú y 3º a Sebastián de Segurola para que ocupen el virreinato de Buenos Aires en caso de ausencia o fallecimiento de Nicolás Antonio de Arredondo, virrey de Buenos Aires.

### Últimos años
Como consecuencia de un grave accidente, falleció en La Paz el 1º de octubre de 1789. Dio poder para testar a su suegro en la hacienda de Turrini, jurisdicción del pueblo de Mecapaca. Nombró albaceas a su propio suegro y a su hermano Francisco de Segurola y Oliden, residente en Buenos Aires, quien no alcanzó a cumplir esa responsabilidad pues falleció el 28 de septiembre de 1790.
Su sobrino (hijo de su hermano Francisco), Fray Saturnino Segurola Lezica, de destacada actuación en Buenos Aires, habría proporcionado documentación sobre su vida a Pedro de Angelis y al Dean Gregorio Funes.

Concluye Montenegro sus apreciaciones:
"A poco de su fallecimiento, llegó a La Paz su nombramiento como maestre de campo y como presidente de la Real Audiencia de Charcas. D.Enrique Udaondo hizo una cálida semblanza de la personalidad de D.Sebastián de Seguróla y Oliden, en el «Diccionario Biográfico Colonial». Una calle de la ciudad de La Paz, a la que defendiera con bravura, recuerda su nombre."